# Witch's Garden
「Witch's Garden」（ウィッチズ・ガーデン）は、佐藤ひろ美とFaylanの楽曲。佐藤ひろ美が作詞、上松範康が作曲を手掛けた。2012年11月28日に佐藤とFaylanによるコラボレーション・シングルとしてLantisから発売された。

## 概要
佐藤ひろ美にとっては「そらいろ」以来約3年3か月ぶり、飛蘭にとっては「Realization」以来、3か月半ぶりのシングルとなった。佐藤がランティスから発売したシングルとしては、「時代の無双花」以来、約7年4カ月ぶりとなる。株式会社Sの社長である佐藤と、株式会社Sに所属する飛蘭による初のコラボレーション作品になっている。
表題曲は、ういんどみるの10周年記念作、PCゲーム『ウィッチズガーデン』のオープニングテーマとして使用された。カップリング曲は佐藤のソロ曲で、同ゲームのエンディングテーマに使用された。

## 批評
CDジャーナルは、「Elements Gardenの上松範康が作曲を担当、作詞を佐藤自らが手がけたハイ・テンション・チューンだ。」「佐藤ひろ美と飛蘭を起用し、ゲーム世界のダブル･ヒロインをそのまま投影したような仕上がり。」と批評した。

## シングル収録内容
| 全作詞: 佐藤ひろ美。 |                           |            |           |           |                 |      |
| #                    | タイトル                  | 作詞       | 作曲      | 編曲      | 歌              | 時間 |
| 1.                   | 「Witch's Garden」        | 佐藤ひろ美 | 上松範康  | 菊田大介  | 佐藤ひろ美&飛蘭 | 5:02 |
| 2.                   | 「Prologue」              | 佐藤ひろ美 | 藤間仁    | 藤間仁    | 佐藤ひろ美      | 3:12 |
| 3.                   | 「Witch's Garden」(Inst.) | 佐藤ひろ美 |           |           |                 | 5:02 |
| 4.                   | 「Prologue」(Inst.)       | 佐藤ひろ美 |           |           |                 | 3:09 |
| 合計時間:            | 合計時間:                 | 合計時間:  | 合計時間: | 合計時間: | 16:25           |      |

## 収録アルバム
| 曲名           | 収録アルバム                       | 発売日        | 備考 |
| -------------- | ---------------------------------- | ------------- | ---- |
| Witch's Garden | GWAVE 2012 2nd Memories            | 2013年7月26日 |      |
| Witch's Garden | Windmill Vocal Collection 3 uguisu | 2016年5月1日  |      |
| Witch's Garden | Thanks a million                   | 2016年5月1日  |      |
| Prologue       | Windmill Vocal Collection 3 uguisu | 2016年5月1日  |      |
| Prologue       | Thanks a million                   | 2016年5月1日  |      |